# Calochortus
Calochortus là một chi thực vật có hoa trong họ Liliaceae.